# Parc national Amboró
Le parc national Amboró est situé en Bolivie à l'ouest du département de Santa Cruz, dans une région sise dans la partie nord orientale de la cordillère des Andes, sur ses versants et la plaine qui y débute.
Il s'agit du « Coude des Andes », lieu où la cordillère orientale bolivienne change de direction et s'oriente droit vers le sud. Il a été créé le 16 août 1984.
La région est très arrosée et comprend une zone importante des Yungas boliviennes.
Du côté ouest le parc national jouxte le parc national Carrasco qui se situe dans le département de Cochabamba.

## Généralités
- Création : Le parc a été créé le 16 août 1984[1].
- Situation : Le parc est situé dans le département de Santa Cruz, à la limite du département de Cochabamba.
- Superficie : Le parc et l'aire de gestion intégrée ont une superficie de 637 600 hectares (6 376 km2) dont la partie correspondant au parc national lui-même est de 442 500 hectares.
- Altitude : Fluctue entre 3 200 et 3 300 mètres.
- Climat : Le climat est tempéré dans sa partie haute, et chaud dans les zones basses. Les températures moyennes annuelles varient entre 12 °C et 24 °C en fonction de l'altitude.
- Précipitations: Les précipitations varient selon les zones, entre 600 mm et 3 400 mm dans les zones les plus humides.
- Hydrologie: Les bassins fluviaux les plus importants de l'aire du parc correspondent aux ríos Ichilo, Yapacaní, Surutú et San Mateo, qui tous sont tributaires du río Mamoré.

## Faune
Elle est extrêmement riche, presque unique au monde en ce qui concerne les oiseaux et les reptiles ; ceci en relation avec l'abondance des précipitations.

### Mammifères
Il y a plus de 120 espèces de mammifères dont : 
- 15 espèces de marsupiaux ;
- 7 espèces de primates ;
- 19 espèces de carnivores ;
- 44 espèces de chiroptères ;
- 7 espèces de xénarthres ;
- 1 espèce de périssodactyle ;
- 4 espèces d'artiodactyles ;
- 1 espèce de lagomorphe ;
- et 9 espèces de rongeurs.

Parmi ces espèces, citons par exemple : le jucumari ou oso d'anteojos (ours à lunettes ou tremarctos ornatus), le jaguar (Panthera onca), le puma (Puma concolor), l'ocelot (Leopardus pardalis), d'autres félins (Puma yagoaroundi, Leopardus wiedii, Leopardus geoffroyi, Leopardus tigrinus), le fourmilier (Myrmecophaga tridáctila), le tatou géant (Priodontes maximus), le singe araignée (Ateles paniscus) et des cervidés (Daguet rouge, Daguet gris ou mazama gouazoubira), des rongeurs (Agouti paca, Dinomys branickii).

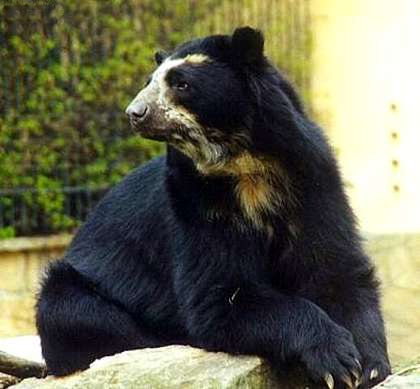
L'ours à lunettes (Tremarctos ornatus)
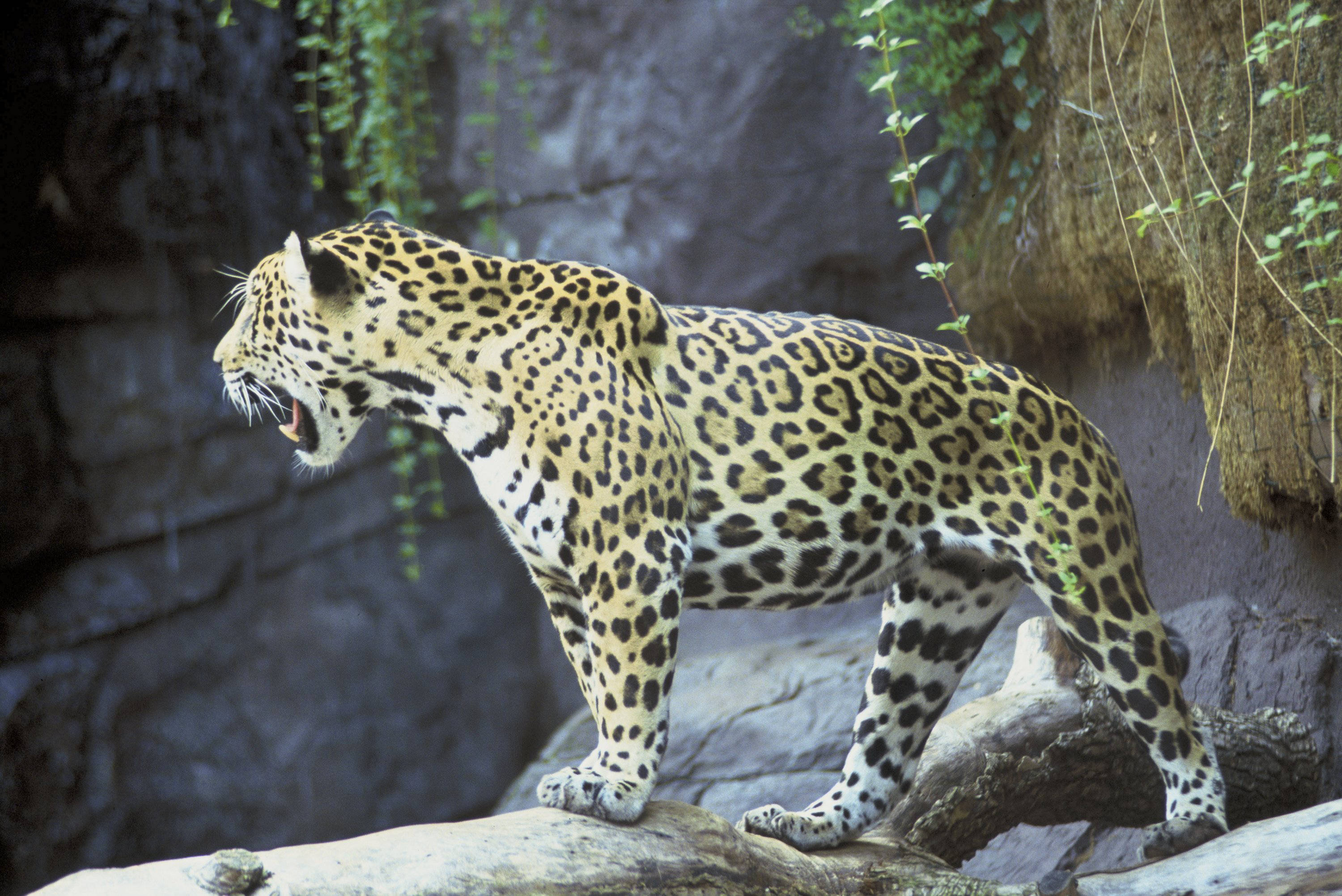
Jaguar (Panthera onca)

### Oiseaux
Le nombre d'oiseaux catalogués dépasse les 840 espèces, plus de 60 % de toutes les espèces d'oiseaux de Bolivie. Ce chiffre est supérieur à la richesse en oiseaux d'une bonne partie des pays du globe. Signalons l'Ara militaire et les Cormorans du genre Phalocrocorax. (en:Neotropic Cormorant, Phalacrocorax brasilianus)

### Reptiles
On trouve 105 espèces de reptiles, ce qui fait d'Amboró le site le plus diversifié au monde. À souligner entre autres la présence du Prionodactylus eigenmanni, Bothrops jonathani, Bothrops sanctaecrucis, Micrurus frontifasciatus, Caïman yacaré , Grand anaconda et Tupinambis teguixin.

### Amphibiens
76 espèces d'amphibiens ont été identifiés.

### Poissons
109 espèces de poissons ont été enregistrées.

## Flore

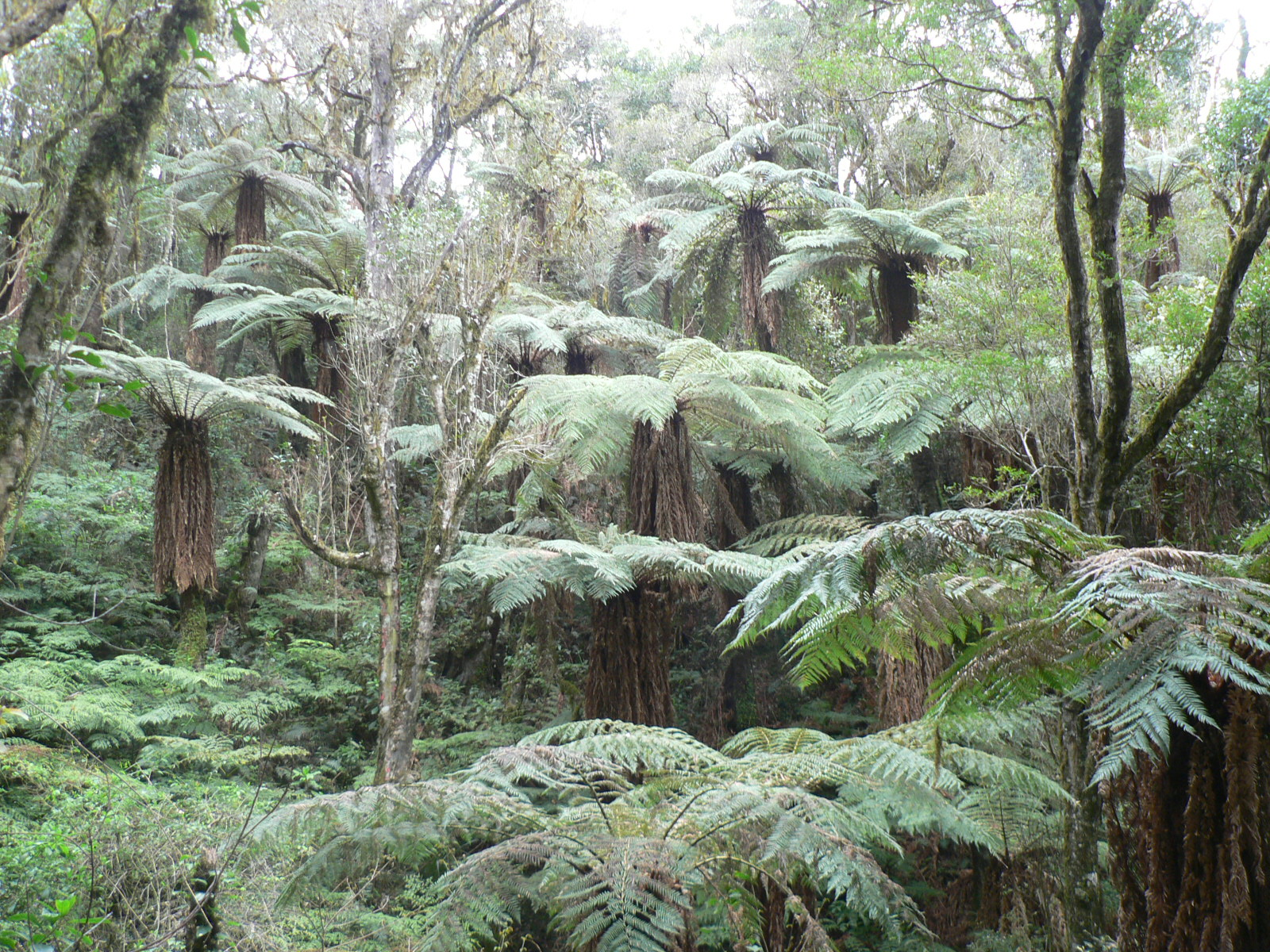
Amboro est connue pour ses nombreuses fougères géantes.

Le Parc national Amboró est l'un des parcs nationaux les plus riches en botanique au monde. Le nombre actuel d'espèces végétales documentées s'élève à environ 3 000, bien que ce soit presque certainement sous-estimé. En comparaison, l'archipel des îles hawaïennes, beaucoup plus documenté et très riche sur le plan biologique, qui couvre environ six fois la superficie totale du Parque Nacional Amboró, ne compte qu'environ 2 800 espèces de plantes indigènes, tandis que les îles britanniques (couvrant environ 65 fois la superficie d'Amboró) n'en ont qu'environ 2 000. Même l'ensemble de la province floristique de Californie, l'un des points chauds de la biodiversité botanique du monde, ne contient que 8 000 espèces de plantes, soit environ 2,5 fois plus qu'Amboró, bien qu'il couvre une superficie 170 fois plus grande. Une grande partie de la biodiversité d'Amboró est divisée en fonction de la topographie très disséquée du parc et des régimes climatiques très variables qui accompagnent les fortes transitions d'altitude. La diversité végétale est également exceptionnelle au sein du parc, avec des forêts de plaine, des forêts de montagne, des yungas et des forêts de nuages, des garrigues subpáramo, montagnardes et non montagnardes, des pampas, des forêts de cactus, des forêts de palmiers, des forêts composées presque entièrement de fougères arborescentes, des falaises chargées de broméliacées, communautés végétales subalpines épilithiques, et autres. Les écotones entre ces types de végétation sont souvent nettement délimités en fonction de l'exposition et de l'altitude, ce qui donne un paysage très hétérogène qui peut faire des voyages dans le parc une expérience dramatique et surprenante.
Un autre facteur contribuant à la grande richesse en espèces végétales du parc est sa situation au confluent de plusieurs régions floristiques diverses et uniques : les basses terres tropicales de l'Amazonie et la pampa au nord et au sud-est, les hautes Andes subantarctiques et l'altiplano à l'ouest et au sud-ouest, la région subtropicale Les forêts de Tucumano-Boliviano au sud (ces forêts n'atteignent pas réellement Amboró mais bon nombre de leurs espèces constitutives se trouvent dans le parc), et les vallées inter-andines semi-arides et les forêts tropicales humides de yungas qui caractérisent les pentes orientales des Andes boliviennes centrales. En raison de la difficulté du terrain et du manque presque total d'infrastructures dans tout le parc, une grande partie n'a jamais été botaniquement étudiée, et il est essentiellement hors de doute que de nombreuses autres espèces de plantes attendent d'être découvertes dans les régions les plus reculées du parc. Les taux élevés d'endémisme dans les Andes tropicales (Amboró ne fait pas exception) suggèrent assez fortement qu'au moins certaines des espèces végétales non documentées encore à découvrir à Amboró seront presque certainement des endémiques d'Amboró qui sont actuellement inconnues de la science.
Parmi les espèces documentées, certaines des plus intéressantes d'un point de vue écologique et économique sont l'acajou à grandes feuilles, le pin de montagne, le noyer noir (aucun rapport avec l'arbre du même nom dans l'est de l'Amérique du Nord), le limachu, le q'illu q'illu (Berberis bumaelifolia, également orthographié khellu khellu), cebillo, bibosi, ambaiba, pacay et clavo rojo. Dans les forêts enveloppées de nuages, il y a de vastes parcelles de fougères arborescentes géantes. De plus, il y a des pachiuva, des palmiers açaí et de nombreuses espèces d'orchidées endémiques.